# Здухач

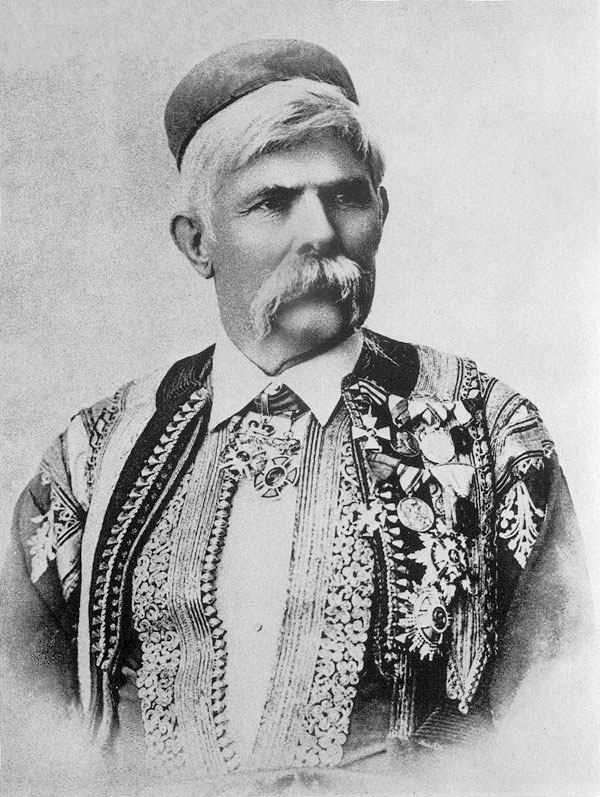
Считается, что Марко Милянов был здухач, как и некоторые иные исторические личности.

Здухач (серб. здухаћ, ветрогоња, вједогоња, вјетровњак, облачар, градобранитељ, виловити, змајевити) — по сербским и черногорским поверьям, человек или животное с демоническими свойствами, обладающие способностью бороться с непогодой, защищать свои угодья от нападения других атмосферных демонов. Сверхъестественные способности здухача проявляются, только когда он спит.
Во время сна из него выходит дух, который ведёт за собой ветры, гонит тучи, пригоняет и отгоняет град, сражается с другими здухачами. Он охраняет от стихийных бедствий поля и угодья своего села, рода. 3духач — чаще всего взрослый мужчина, но им может быть и ребёнок (особенно родившийся «в сорочке»), женщина и даже пастушеская собака, вол, корова, конь, баран, козёл и др. 3духач-животное защищает только стада и животных.
По внешнему виду здухач — обыкновенный человек, который при приближении непогоды впадает в сон, а его душа борется с бурей, принимая облик ветра, орла, мухи. Считается, что здухачи обладают способностью к прорицанию. Некоторые реальные исторические лица с героической судьбой представлялись простому народу здухачами.
Бои между здухачами происходят чаще всего весной, когда дуют сильные ветры, и в долгие осенние ночи. Оружием здухача служат кизиловые прутья, веточки, соломинки, щепки, перышки, скорлупки, сосновые шишки, копны сена, обгоревшие с обеих сторон лучины и поленья, вырванные с корнем деревья, мётлы с гумна, веретена, домашняя утварь.
Здухачи относятся к «добрым», «справедливым», «честным» духам и причисляются к святым и ангелам, с которыми они «часто встречаются». Но если здухач отдаёт себя в распоряжение дьяволу, то после смерти он может превратиться в вампира (волкулака). Изредка встречаются поверья о здухаче как об исключительно вредоносном персонаже.